# Thành Bình Thọ
Thành Bình Thọ là một xã thuộc tỉnh Nghệ An, Việt Nam. Xã được hình thành trên cơ sở sáp nhập các xã Bình Sơn (huyện Anh Sơn), Thành Sơn và Thọ Sơn của huyện Anh Sơn trong đợt Sáp nhập tỉnh thành Việt Nam 2025.

## Địa lý
Xã Thành Bình Thọ có vị trí địa lý:
- Phía Đông giáp xã Tiên Đồng và xã Nghĩa Hành;
- Phía Nam giáp xã Anh Sơn và xã Nhân Hòa;
- Phía Tây giáp xã Mậu Thạch;
- Phía Bắc giáp xã Mường Chọng và xã Tiên Đồng.

Xã Thành Bình Thọ có diện tích tự nhiên 88,18 km².

## Hành chính và tên gọi
Xã Thành Bình Thọ được thành lập theo Nghị quyết số 1678/NQ-UBTVQH15 của Ủy ban Thường vụ Quốc hội Việt Nam, ban hành ngày 16 tháng 6 năm 2025. Theo đó, sắp xếp toàn bộ diện tích tự nhiên, quy mô dân số của các xã Bình Sơn (huyện Anh Sơn), Thành Sơn và Thọ Sơn thuộc huyện Anh Sơn trước đây thành một xã mới có tên gọi là xã Thành Bình Thọ.
Trước đó, theo Đề án sắp xếp đơn vị hành chính cấp xã tỉnh Nghệ An, xã này là xã Anh Sơn 6.
Sau sắp xếp xã có diện tích tự nhiên: 88,18 km², quy mô dân số: 12.021 người.